# Delta House
Production
Diffusion
Delta House est une sitcom américaine diffusée entre le 18 février et 21 avril 1979 sur ABC. Elle est dérivée du film American College de 1978.

## Distribution
- John Vernon : Dean Vernon Wormer
- Stephen Furst : Kent "Flounder" Dorfman
- Gary Cookson : Donald "Otter" Schoenstein
- Bruce McGill : Daniel Simpson "D-Day" Day

Plusieurs membres du casting reprennent leurs rôles du film American College.

## Épisodes
1. The Legacy
2. The Shortest Yard
3. Parent's Day
4. The Guns of October
5. The Lady in Weighting
6. The Draft
7. The Deformity
8. Big Man on Campus
9. The Fall of Dean Wormer
10. The Blotto Who Came to Dinner
11. Campus Fair
12. Hoover and the Bomb
13. The Matriculation of Kent Dorfman